# Подмаренник мягкий
Подмаре́нник мя́гкий (лат. Gálium mollúgo) — многолетнее травянистое растение, вид рода Подмаренник семейства Мареновые. Лекарственное растение, препараты которого обладают седативными, спазмолитическими и вяжущими свойствами.

## Ботаническое описание

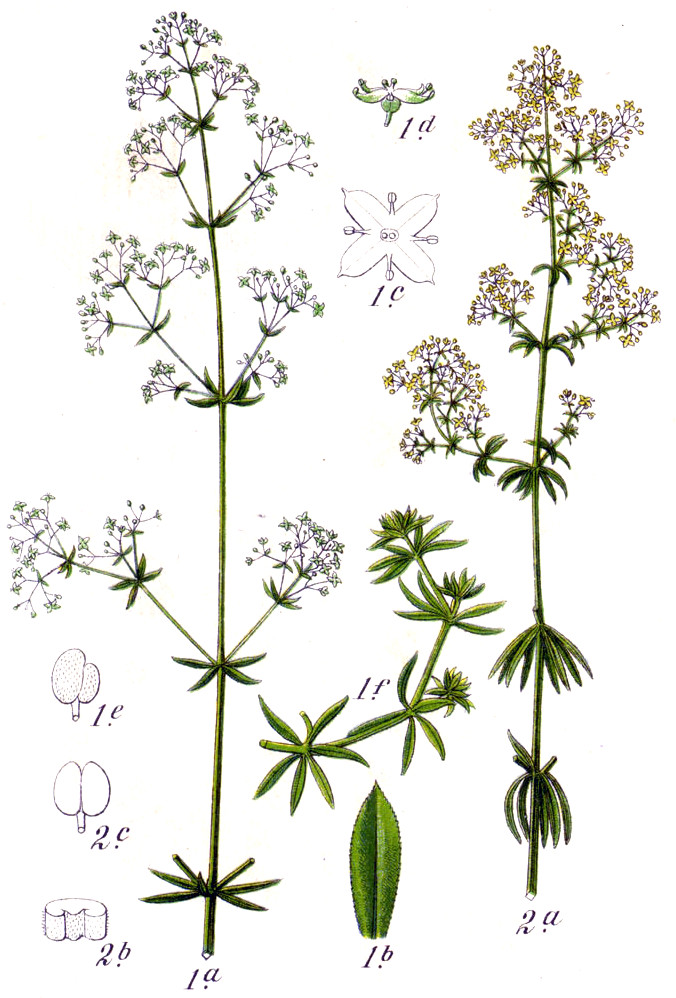
. Подмаренник мягкий изображён под номером 2

Подмаренник мягкий — корневищное стержнекорневое травянистое растение. Высота восходящих четырёхгранных ветвистых стеблей достигает от 25 до 125 см. Листья обратноланцетовидные либо линейно-продолговатые, остроконечные, с одной жилкой, собраны в мутовках по 6—8 листьев, с обеих сторон зелёные, голые, с короткими щетинками по краям. Длина листа порядка 2 см, ширина 2,5 мм.
Подмаренник мягкий — поликарпик. Цветёт в июне — сентябре. Соцветие представляет собой конечную метёлку, раскидистую, с отклонёнными ветвями и разветвлёнными цветоносами. Цветоножки короткие, венчик белый, диаметром от 2 до 5 мм, c длинными остриями лопастей. Пыльники чернеющие. Плод дробный, разделяется на голые мерикарпии с мелкоморщинистой поверхностью почти чёрного цвета.

## Распространение и среда обитания
Подмаренник мягкий произрастает на хорошо освещённых песчаных, глинистых или суглинистых почвах, влажных или сухих. Является мезофитом, размножающимся семенным либо вегетативным путём. Вегетация длительная. При создании благоприятных условий семена прорастают осенью: из почки зародыша появляется вертикальный побег с мутовками листьев и ясно выраженным главным корнем. После зимовки в пазухах семядолей появляются почки, из которых прорастают вертикальные боковые побеги, которые позже частично полегают и укореняются, формируя разветвлённую корневищную систему.
Распространён в Европе (в том числе в Европейской Арктике как заносное растение), Северной Африке (север Алжира, север Египта, север Ливии, Тунис), на Кавказе и в Сибири. Обычная среда обитания — светлые леса, обочины дорог, речные и озёрные берега, суходольные и заливные луга. Часто вместе с подмаренником мягким встречаются такие травы, как василёк посевной, душистый колосок, короставник, нивяник, подорожник ланцетолистный и тимофеевка.

## Использование человеком
В свежем виде подмаренник мягкий пригоден для выпаса скота, в фазе плодоношения в травянистых частях содержится до 60 мг% витамина C; при сушке, однако, листочки обламываются и крошатся, оставляя в сене только жёсткие стебли. Коровье молоко от подмаренника мягкого становится красноватым.
Уже «Справочник по гомеопатии» 1923 года указывает, что травянистые части растения используются в лечебных целях, так как содержат эфирное масло, алкалоиды, иридоиды, сапонины, фенолокислоты, флавоноиды, хлорогеновую кислоту, скополетин и витамин С. Энциклопедия лекарственных растений 1997 года перечисляет среди веществ, содержащихся в корневище, дубильные вещества, антрахиноны, кумарины, сапонины и флавоноиды. Препараты из подмаренника мягкого оказывают успокоительное, спазмолитическое и вяжущее действие. Сок травы используется при эпилепсии и подагре. Чай из подмаренника мягкого применяется при сердечных болезнях, а в составе лекарственного сбора при хронических гастритах, настойка — при остеоалгиях, отвар (включаемый в состав сбора) — при эссенциальной гипертензии, настой — при почечных заболеваниях, цинге, скрофулёзе, злокачественных опухолях, а также в детских ваннах.
Из корней подмаренника мягкого вырабатывается красящее вещество, позволяющее окрашивать хлопковую ткань в серый, а шерстяную в серый, розоватый, фиолетовый или оранжевый цвет. Поскольку сок подмаренника мягкого имеет молокосворачивающие свойства, в некоторых странах Европы он использовался при изготовлении сыров.